# Barion
Barion (grč. βαρύς: težak + [elektr]on) je subatomska čestica polucijeloga spina, podvrsta hadrona (kao na primjer proton, neutron, lambda barion ili lambda-čestica, sigma barion ili sigma-čestica, ksi barion ili ksi-čestica, delta barion ili delta-čestica i omega barion ili omega-čestica). Barioni su fermioni na koje djeluje jaka nuklearna sila, ili drugim riječima hadroni polucjelobrojnog spina. To su su mješovite čestice sačinjene od 3 kvarka, za razliku od mezona, koji se sastoje od jednog kvarka i jednog antikvarka. I barioni i mezoni su hadroni, čestice sačinjene samo od kvarkova i/ili antikvarkova. Naziv barion dolazi iz grčkog βαρύς (barys), što znači "težak", jer se prije vjerovalo da imaju veće mase od drugih tvarnih čestica.
Do prije malo vremena, vjerovalo se da je pokusno dokazano postojanje pentakvarkova – bariona sačinjenih od 4 kvarka i 1 antikvarka. Fizičari kao cjelina nisu vjerovali u mogućnost njihovog postojanja do 2006. 13. srpnja 2015., CERN je objavio rezultate sukladne s postojanjem pentakvarkova tijekom raspada donjeg lambda bariona ({\displaystyle \Lambda _{b}^{0}}).
S obzirom na to da su barioni sastavljeni od kvarkova, na njih djeluje jaka nuklearna sila. Za razliku od njih, leptoni nisu sačinjeni od kvarkova, pa na njih ne djeluje jaka nuklearna sila. Najpoznatiji barioni su protoni i neutroni koji sačinjavaju najveći dio vidljive materije u svemiru, dok su elektroni, još jedna velika gradivna jedinica atoma, leptoni. Svaki barion ima pripadajuću antičesticu, antibarion u kojoj su kvarkovi zamijenjeni antikvarkovima. Na primjer, proton se sastoji od dva gornja kvarka i jednog donjeg kvarka, a njegova antičestica, antiproton se sastoji od dva gornja antikvarka i jednog donjeg antikvarka.

## Svojstva bariona
| Barion        | Oznaka | Kvarkovska građa | Električni naboj Q/e | Masa m (MeV/c²) | Vrijeme poluraspada | Spin | Izospin |
| ------------- | ------ | ---------------- | -------------------- | --------------- | ------------------- | ---- | ------- |
| Proton        | p      | uud              | 1                    | 938,3           | stabilan            | 1/2  | 1/2     |
| Antiproton    | p      | uud              | - 1                  | 938,3           |                     | 1/2  | - 1/2   |
| Neutron       | n      | udd              | 0                    | 939,6           | 880 s               | 1/2  | - 1/2   |
| Antineutron   | n      | udd              | 0                    | 939,6           |                     | 1/2  | 1/2     |
| Lambda barion | Λ0     | uds              | 0                    | 1 115,7         | 2,6 ∙ 10–10 s       | 1/2  | 0       |
| Sigma barion  | Σ+     | uus              | 1                    | 1 189,4         | 8 ∙ 10–11 s         | 1/2  | 1       |
| Sigma barion  | Σ0     | uds              | 0                    | 1 192,6         | 7,4 ∙ 10–20 s       | 1/2  | 1       |
| Sigma barion  | Σ-     | dds              | - 1                  | 1 197,45        | 1,5 ∙ 10–10 s       | 1/2  | 1       |
| Ksi barion    | Ξ0     | uss              | 0                    | 1 314,86        | 2,9 ∙ 10–10 s       | 1/2  | 1/2     |
| Ksi barion    | Ξ-     | dss              | - 1                  | 1 321,71        | 1,6 ∙ 10–10 s       | 1/2  | 1/2     |
| Delta barion  | Δ++    | uuu              | 2                    | 1 232           | 5,6 ∙ 10–24 s       | 3/2  | 3/2     |
| Omega barion  | Ω-     | sss              | - 1                  | 1 672,45        | 8,2 ∙ 10–11 s       | 3/2  | 3/2     |

## Barionski broj
Barionski broj (oznaka B) je kvantni broj koji izražava barionsko svojstvo elementarne čestice. Za barione iznosi 1, antibarione –1, kvarkove B = 1/3, antikvarkove B = –1/3, a za sve ostale čestice B = 0. Barionski broj ostaje očuvan pri elektromagnetskim, jakim i slabim međudjelovanjima.
Slaba nuklearna sila ne razlikuje u potpunosti kvarkovsku generaciju kao u slučaju leptonske generacije. Kada su pitanju kvarkovi, slaba nuklearna sila ne samo da omogućava promjenu kvarkova unutar iste generacije, već su moguće promijene između samih generacija. Stoga, uvođenje 3 kvarkovska broja, kao u slučaju leptona, ne bi načinilo nikakvu razliku između kvarkovske generacije. Ti brojevi ne bi bili očuvani u slaboj nuklearnoj sili, kao što je to slučaj s leptonskim brojevima. 
Postoji svojstvo koje razlikuje kvarkove od leptona – to je da oni nisu leptoni. Slaba nuklearna sila u potpunosti razlikuje kvarkove od leptona. Ona ne može promijeniti kvark u lepton i obrnuto. Stoga, svi kvarkovi imaju leptonski broj 0. Iako kvarkovi ne nose leptonski broj, oni pak nose drugačiji oblik "unutarnjeg prekidača" koji ih čini više kvarkovima nego leptonima. To unutarnje svojstvo kvarkova zove se barionski broj B. Svi kvarkovi imaju barionski broj B = 1/3, a svi leptoni B = 0.
Sad se nameće pitanje zašto svi kvarkovi imaju barionski broj B = 1/3, a ne B = 1. Razlog tomu je što je barionski broj uveden još prije otkrića kvarkova, te je izvorno definiran pomoću protona koji spada u barione i kojem je pridružen barionski broj B = + 1. Barioni i mezoni su složene čestice sastavljene od kvarkova koje se zajedničkim imenom nazivaju hadroni. Prije otkrića kvarkova, leptoni i hadroni su smatrani osnovnim graditeljima svemira. Čestice sastavljene od 3 kvarka nazivaju se barionima, a od 3 antikvarka antibarionima. Parovi kvark-antikvark nazivaju se mezonima. Barioni su čestice polucjelobrojnog spina i stoga spadaju u fermione dok su mezoni čestice cjelobrojnog spina te stoga spadaju u bozone. Dakle, kako je proton barion i kako mu je pridružen barionski B = + 1, stoga svaki kvark mora imati barionski broj B = 1/3. Ukupan barionski broj protona jednak je zbroju svih barionskih brojeva čestica koje ga čine.

### Očuvanje barionskog broja
Svim kvarkovima pridružuje se barionski broj B = + 1/3, a svim antikvarkovima barionski broj B = - 1/3. Ovo upućuje na to da barioni moraju imati barionski broj B = + 1, antibarioni B = - 1, a mezoni B = 0. Isto kao i za leptonski broj, tako i za barionski broj vrijedi pravilo da je u svim reakcijama barionski broj očuvan. Uzmimo za primjer reakciju dva protona:
{\displaystyle p+p\to p+p+\pi ^{0}+\pi ^{0}}
Budući da se protoni sastoji od 3 kvarka njima je pridružen barionski broj B = 1, a 𝜋0 ili pionu barionski broj B = 0 budući da je 𝜋0 mezon. Stoga, ako raspišemo barionske brojeve za cijelu reakciju primijetit ćemo da je ukupan barionski broj očuvan:
{\displaystyle \,\,\,\,\,\,\,\,\,\,\,\,\,\,\,\,p+p\to p+p+\pi ^{0}+\pi ^{0}}
{\displaystyle B\to 1\,+\,1=1\,\,+\,1+0+\,0}
Dakle, u svim reakcijama i ukupan barionski broj čestica prije i poslije reakcije mora biti očuvan.